# Дагестанский музей изобразительных искусств имени П. С. Гамзатовой
Дагестанский музей изобразительных искусств имени П. С. Гамзатовой — учреждение культуры Махачкалы, расположен по адресу улица Горького, 8.
Директор — Гамзатова Салихат Расуловна.

## Экспозиция

В зале музея. Справа на стене — портрет Манабы Магомедовой

В 10 залах постоянной экспозиции музея представлены произведения дагестанских и иностранных мастеров — живопись, графика, скульптура, керамика, резьба по дереву, медь, ковры, мебель, стекло, фарфор, фаянс — со II тыс. до н. э. до настоящего времени.
В коллекции музея картины В. К. Шебуева («Нищий»), И. К. Айвазовского («Буря у мыса Айя», «Морской пейзаж»), И. Н. Крамского («Портрет сестры»), Ф. С. Журавлёва («Старик»), К. В. Лемоха («Крестьянский дворик»), К. Е. Маковского («Портрет мальчика»), этюд В. И. Сурикова к картине «Боярыня Морозова», И. И. Левитана («Корниш. Юг Франции»), В. Д. Поленова («Река Ока»), К. А. Коровина («Самарканд»), А. Я. Головина («Испанка»), В. М. Васнецова («Птица Гамаюн»).
В отделе «Дагестан в творчестве русских художников» кроме живописных произведений Ф. А. Рубо, альбома литографий Г. Г. Гагарина, имеются романтические пейзажи Н. Г. Чернецова («Кавказский пейзаж»), И. К. Айвазовского («Дорога от Млета до Гидаура»), И. Занковского («Лунная ночь», «Салтынское ущелье», «Горный пейзаж»), А. Шамшинова («Карадаг»), И. Ф. Александровского («Горный пейзаж»), скульптура Е. А. Лансере («Джигитовка»).
В собрании музея русская графика — М. А. Врубель «Исмаил-бей» и «Узник», набросок И. Е. Репина «В чайной», акварель В. А. Серова «Конный воин», пейзажи А. Н. Бенуа; произведения художников советского периода, в основном — дагестанских, таких как Х.-Б. Аскар-Сарыджа, Э. М. Путерброт, С. М. Салаватов, Н. А. Лаков, К. Ф. Власова, А. З. Хаджаев, Ю. М. Ханмагомедов, Ш. Шахмарданов, Г. Н. Конопацкая, А. И. Августович, А. Астемиров, М.-А. Джемал, Ю. А. Моллаев, Д. А. Капаницын, М. К. Юнусилау, М. Шабанов, братья Сунгуровы, Х. Курбанов, О. Гусейнов, О. Ефимов, А. Эмирбеков, Г. Камбулатов, Б. Евсеев, Ю. Николаев, Г. Пшеницына, А. И. Марковская, В. Н. Горьков, Г. Иранпур, дагестанских скульпторов — А. М. Ягудаева, Т. Н. Мусаханова, А. И. Газалиева, первой дагестанской женщины-скульптора Б. А. Мурадовой.
В музее периодически проводятся тематические выставки, встречи, лекции и т. п.

## Галерея

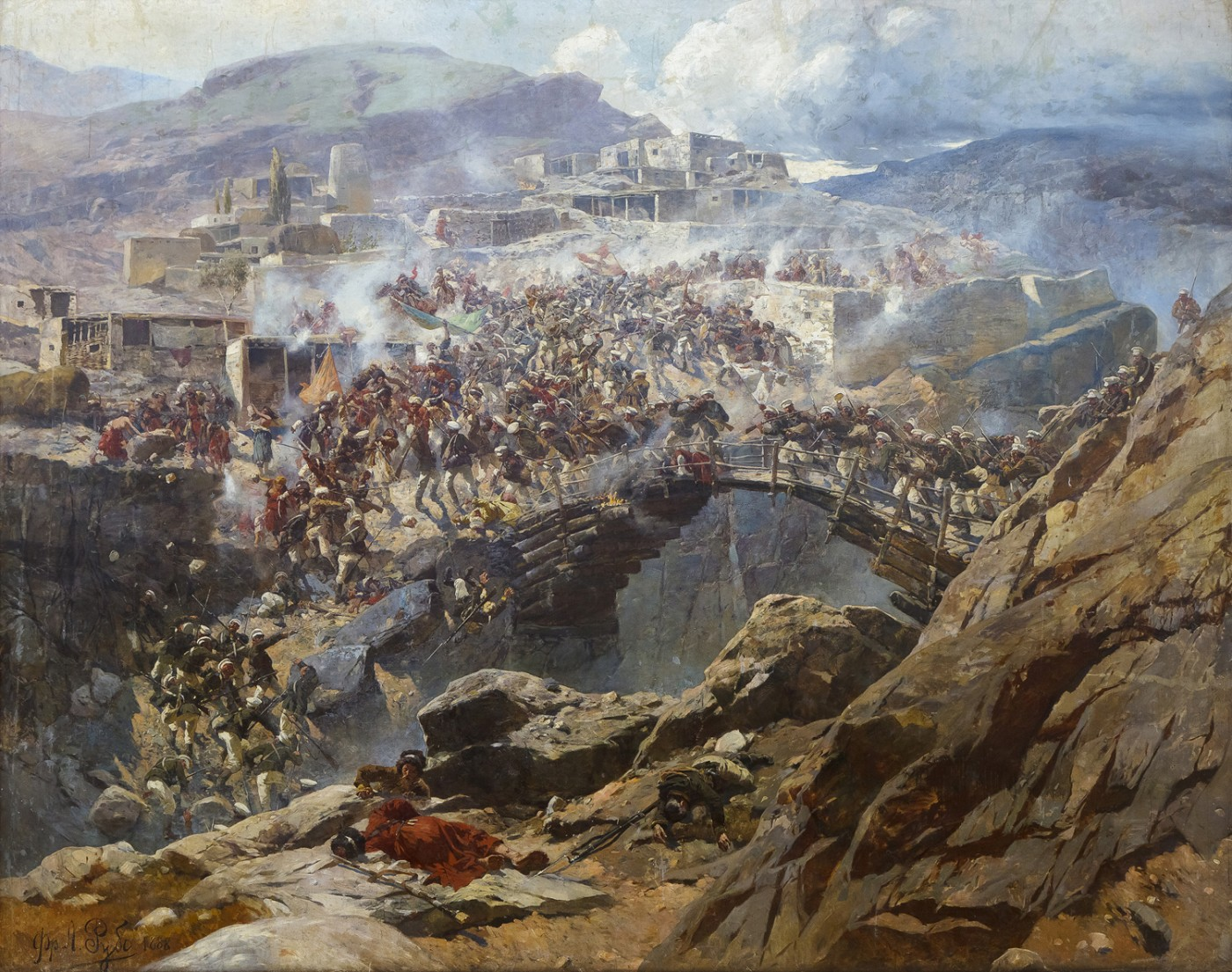
Франц Рубо «Штурм аула Ахульго», 1888
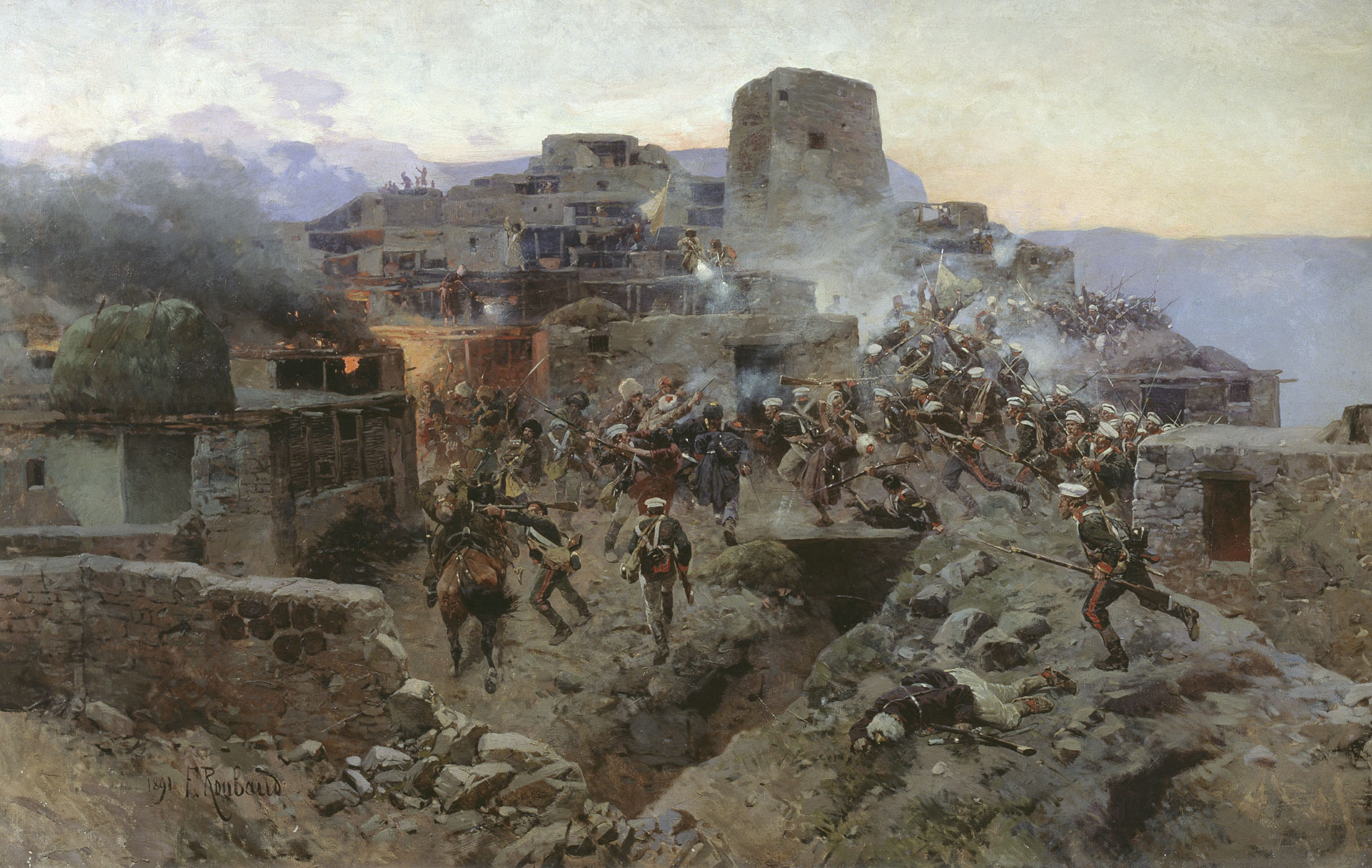
Франц Рубо «Штурм аула Гимры», 1891
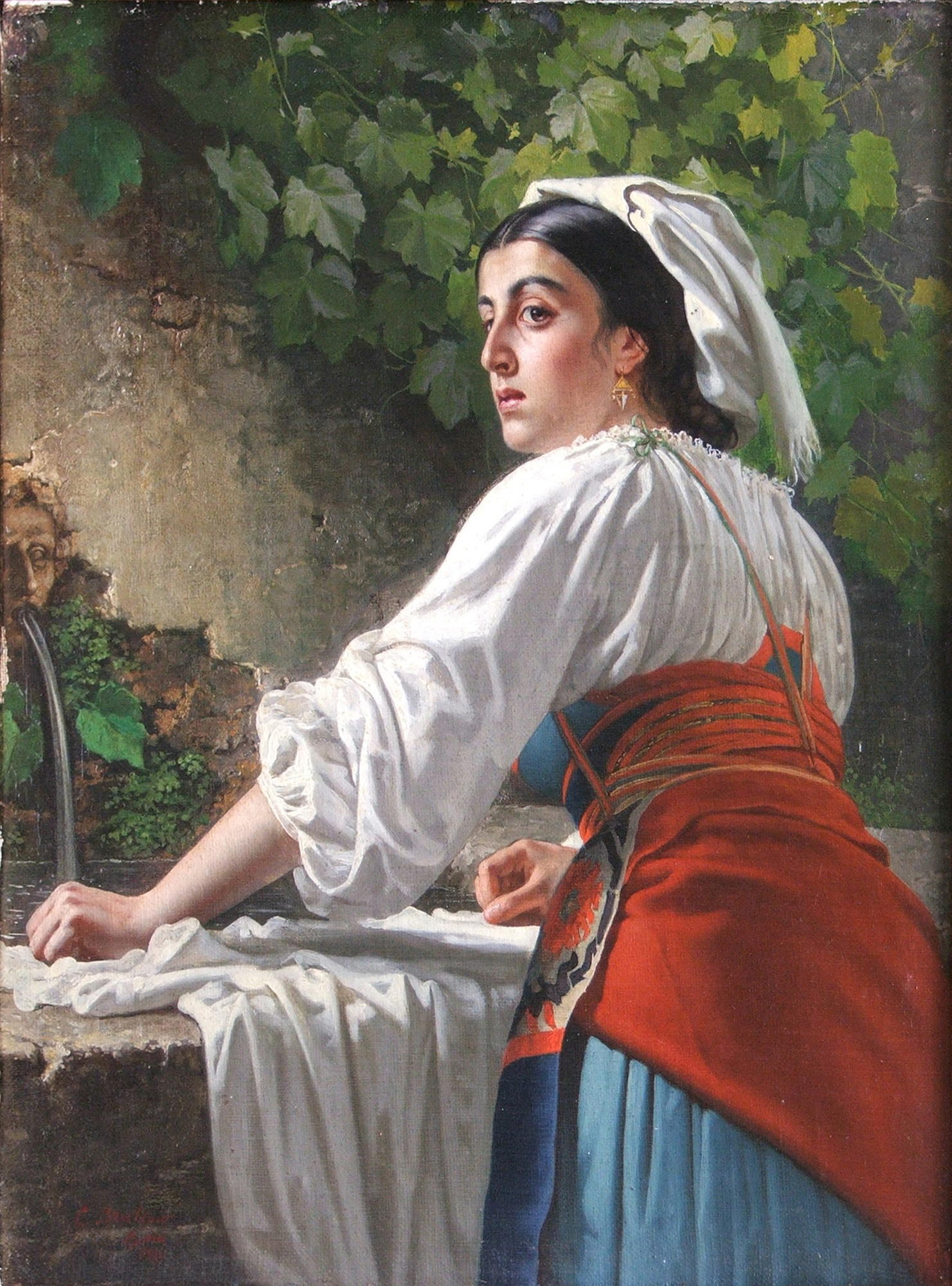
«Итальянка у бассейна» Картина Карла Брюллова, 1844
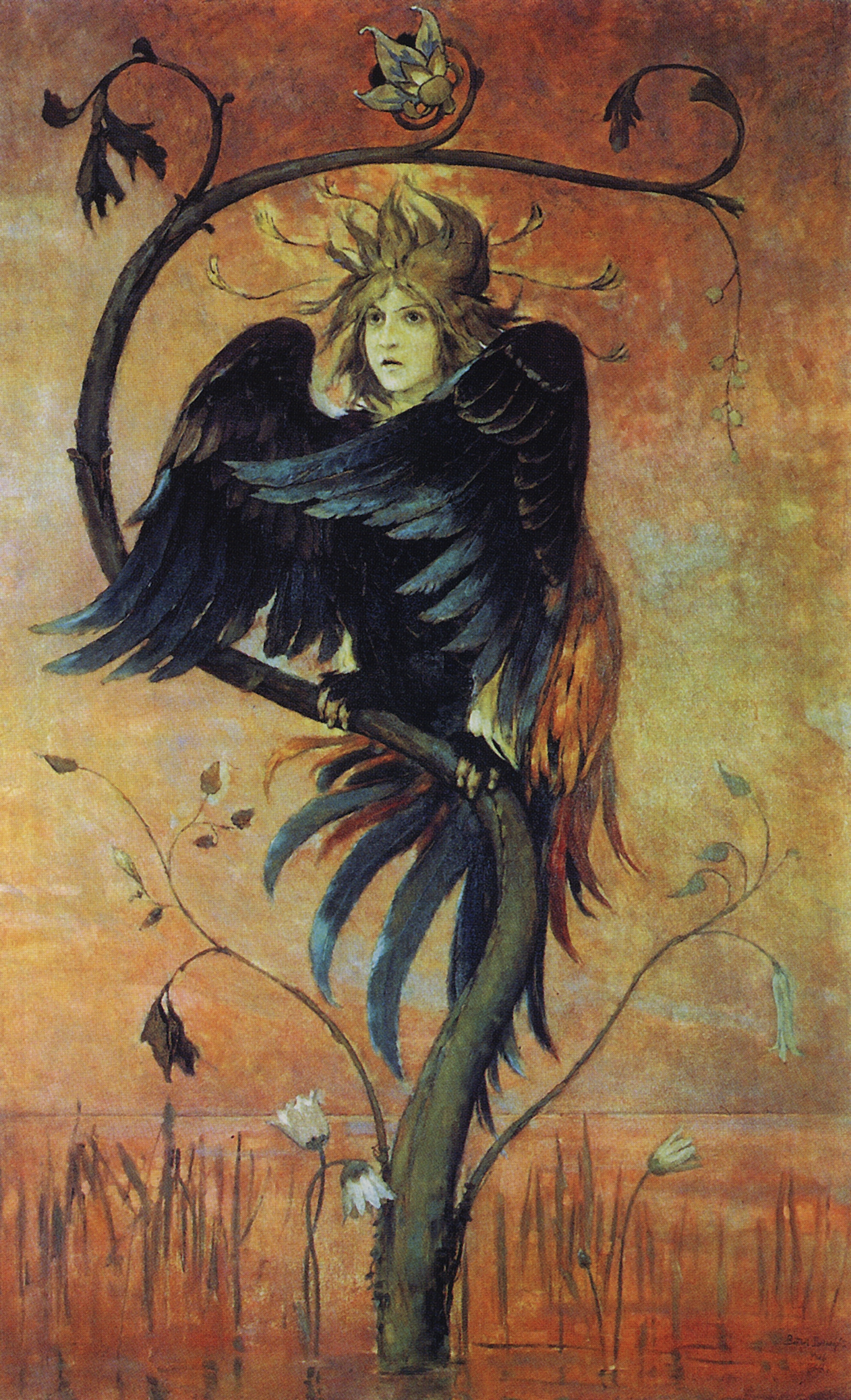
В. Васнецов. Гамаюн, птица вещая. 1897 год

## История
Создан в 1958 году приказом Министерства культуры РСФСР на базе Картинной галереи Национального музея Республики Дагестан. Музею было предоставлено бывшее административное здание, на улице Ленина, площади Ленина.
Формировавшаяся в 1920-е годы лично выдающимся дагестанским государственным и общественным деятелем А. Тахо-Годи коллекция художественного музея из запасников государственных музейных фондов Москвы и Петрограда включила произведения западноевропейского искусства XVI—XIX веков, русского искусства XIX-начала XX веков, в том числе почти полную коллекцию князя А. И. Барятинского, несколько подлинных работ Т. Горшельта. Из Кавказского военно-исторического музея «Храм Славы» в г. Тбилиси, поступили живописные полотна Ф. А. Рубо «Ахульго», «Штурм аула Гимры», Н. Е. Сверчкова «Портрет Шамиля», Ф. И. Байкова «Переход горцев через реку» и другие произведения. 
Дмитрий И. Павлов, директор Национального музея Республики Дагестан, передал в дар музею альбом рисунков Г. Г. Гагарина и 18 литографий с изображениями сцен из жизни Шамиля и его семьи.

Мемориальная доска П. С. Гамзатовой

В 1964 году директором музея была назначена Патимат Саидовна Гамзатова, бессменно руководившая музеем до 2000 года и много сделавшая для его развития.
В 2000 году решением Правительства Республики Дагестан музею присвоено имя Патимат Саидовны Гамзатовой.